# Jelení příkop
Jelení příkop (německy der Hirschgraben) je přírodní rokle oddělující ostrožnu Pražského hradu od severního hradního předpolí. Příkop se rozkládá na ploše přes 8 ha podél potoka Brusnice od ulice U Brusnice k velké zatáčce Chotkovy estakády. Příkop je rozdělen na Horní a Dolní náspem Prašného mostu s tunelem pro pěší. V Jelením příkopě se konají příležitostně různé kulturní a společenské akce.
Po několikaleté uzavírce Správa Pražského hradu znovuotevřela veřejnosti Horní Jelení příkop na jaře roku 2021, Dolní Jelení příkop byl 11. prosince 2022 rovněž zpřístupněn.

## Historie

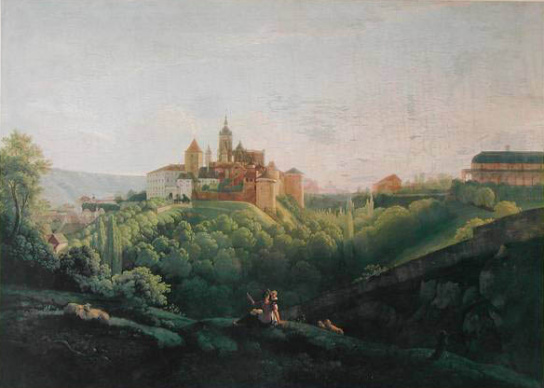
Jelení příkop mezi Pražským hradem a královským letohrádkem v 1. polovině 19. století (Antonín Mánes).

Roklí protékal původně volně potok Brusnice, který byl později regulován a zčásti sveden do potrubí.
Za Ferdinanda I. byl příkop přemostěn Prašným mostem, který spojoval Hrad s Královskou zahradou. Příkop původně sloužil jen jako obranná bariéra, ale za vlády císaře Rudolfa II. sem byla vysazena vysoká zvěř, která se zde lovila, odtud pak pochází jeho název. Chov jelenů údajně skončil za francouzské okupace Prahy v roce 1742, kdy byli všichni vystříleni. Za Marie Terezie byl most překryt sypaným valem, který příkop rozdělil na horní část o rozloze přes 3 ha a dolní část o velikosti více než 5 ha.
8. května 1945 bylo na rampě nad Jelením příkopem německými vojáky zmasakrováno 21 českých zajatců a civilistů.

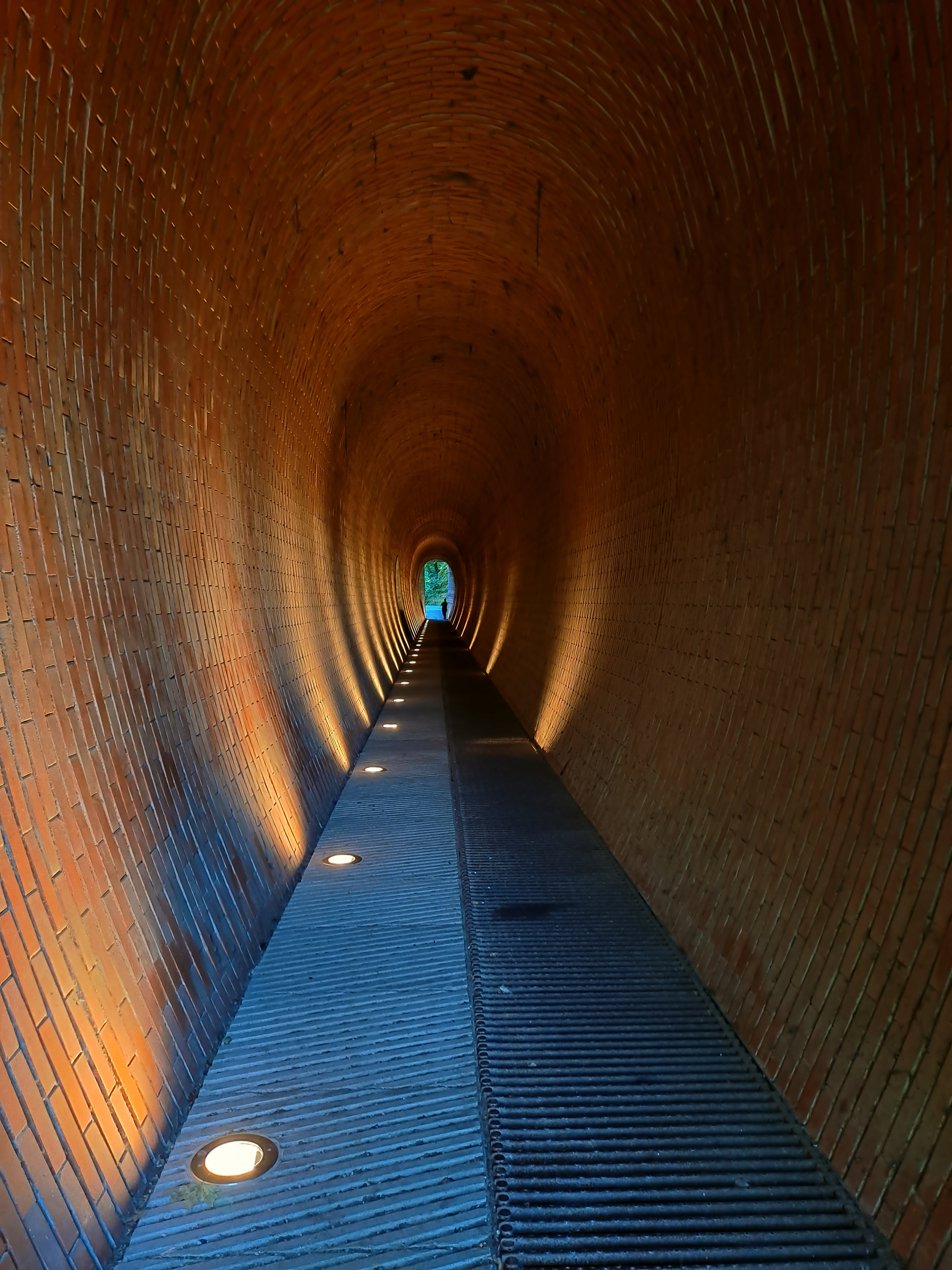
Pleskotův tunel spojující horní a dolní Jelení příkop

V druhé polovině 20. století byl příkop pro veřejnost uzavřený. K zpřístupnění došlo až za prezidenta Václava Havla. Na rekultivaci Horního příkopu se v 90. letech podílel architekt Petr Hlaváček. Na konci května 1998 zde proběhl festival elektronické taneční hudby, na kterém vystoupili např. Transglobal Underground nebo The Orb. Dolní část byla poprvé zpřístupněna veřejnosti 5. června 1999. Dne 3. září 2002 byl otevřen tunel pro pěší valem Prašného mostu, postavený podle projektu Josefa Pleskota. Tak byla opět spojena horní a dolní část příkopu. Tvůrci tunelu zároveň sklidili ocenění za architektonické zpracování i v zahraničí.

## Horní Jelení příkop

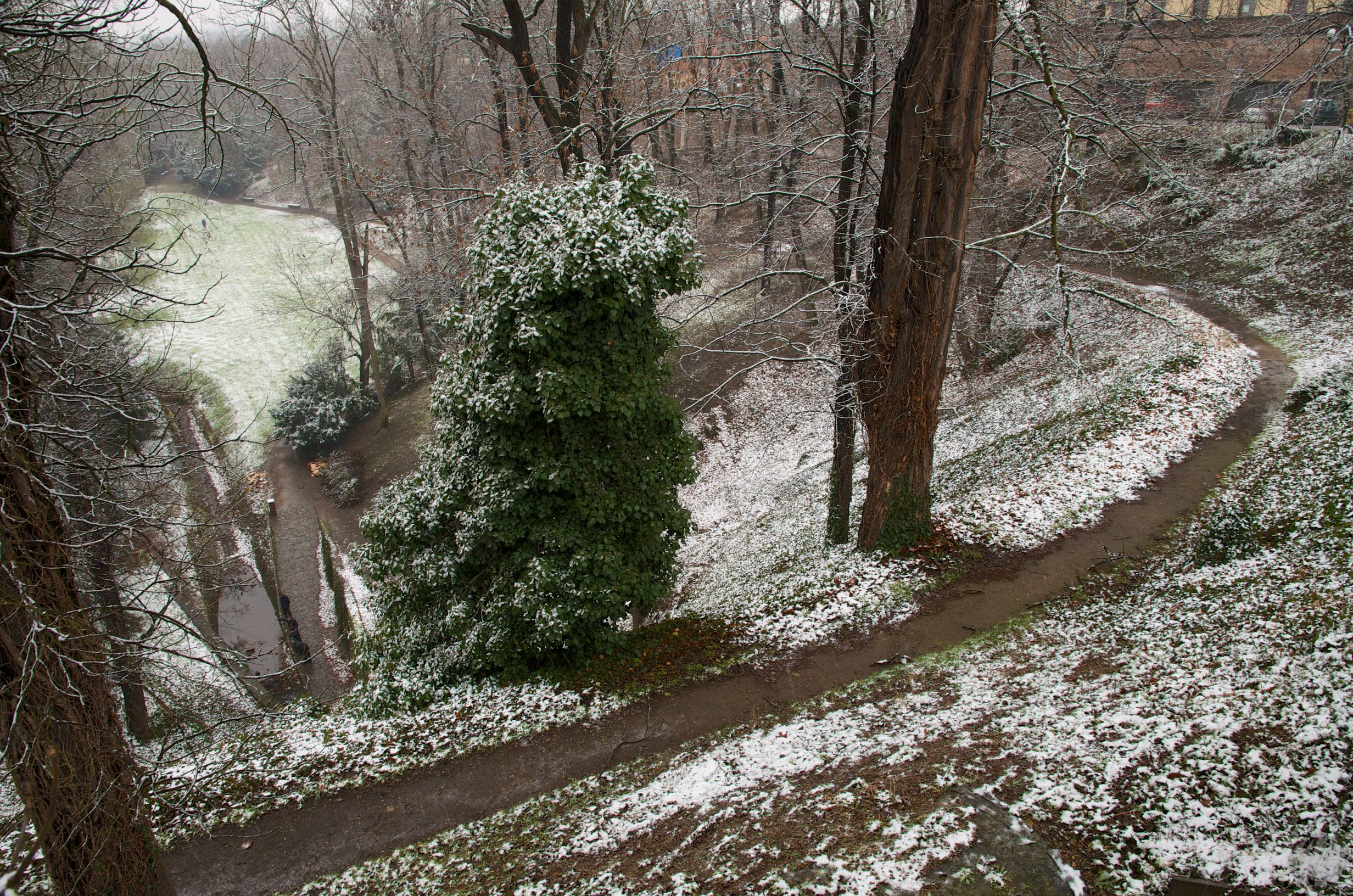
Horní Jelení příkop z Prašného mostu.

Do této části lze sestoupit ze zahrady Na Baště Kyklopským schodištěm, dále z ulice U Brusnice lávkou ve svahu, nebo také dvěma cestami přímo z Prašného mostu vpravo od vstupu na hradní nádvoří.
Na dně příkopu se nachází louka a u ní bývalý domek medvědáře s medvědáriem, umělou jeskyní se dvěma zamřížovanými pseudogotickými portály a malou kamennou kašnou. Medvědárium nechal ve 20. letech 20. století zřídit T. G. Masaryk pro medvědy (medvídci Míša a Ríša), které dostal darem od legionářů z Ruska, zaniklo v 50. letech. Naproti domku stojí pískovcová socha Ponocného, dílo Franty Úprky, dar od studentů hořické kamenické školy k 75. narozeninám milovanému presidentovi čsl. republiky T. G. Masarykovi, jak bylo uvedeno na podstavci. Původně stála uprostřed louky, kde po ní zbyl pískovcový základ a velký kruh v trávníku.
Dobu normalizace nepřežila grotta, umělá zřícenina s kašnou a dvojitým schodištěm, která byla v dobrém stavu přístupná ještě v roce 1969. Sloužila v těchto letech rovněž k odpočinku dobrovolným svatovítským zvoníkům (studentům a absolventům pražských vysokých škol) po mši a zvonění pro Františka kardinála Tomáška ve významné církevní svátky. Místo je zarovnáno zasypaným severním svahem. Podobná úprava byla provedena s romantickými motivy a balvany z období prezidenta Masaryka na svahu východním u Prašného mostu.
Nad příkopem proti Šternberskému paláci je opravená Masarykova vyhlídka, kde prezident Masaryk pod lipou odpočívával. Autorem je architekt Jože Plečnik. Vyhlídka nabízí nezvyklý pohled na areál Pražského hradu, Hradčany i na Petřín. Vede k ní cesta začínající proti domku medvědáře.

## Dolní Jelení příkop

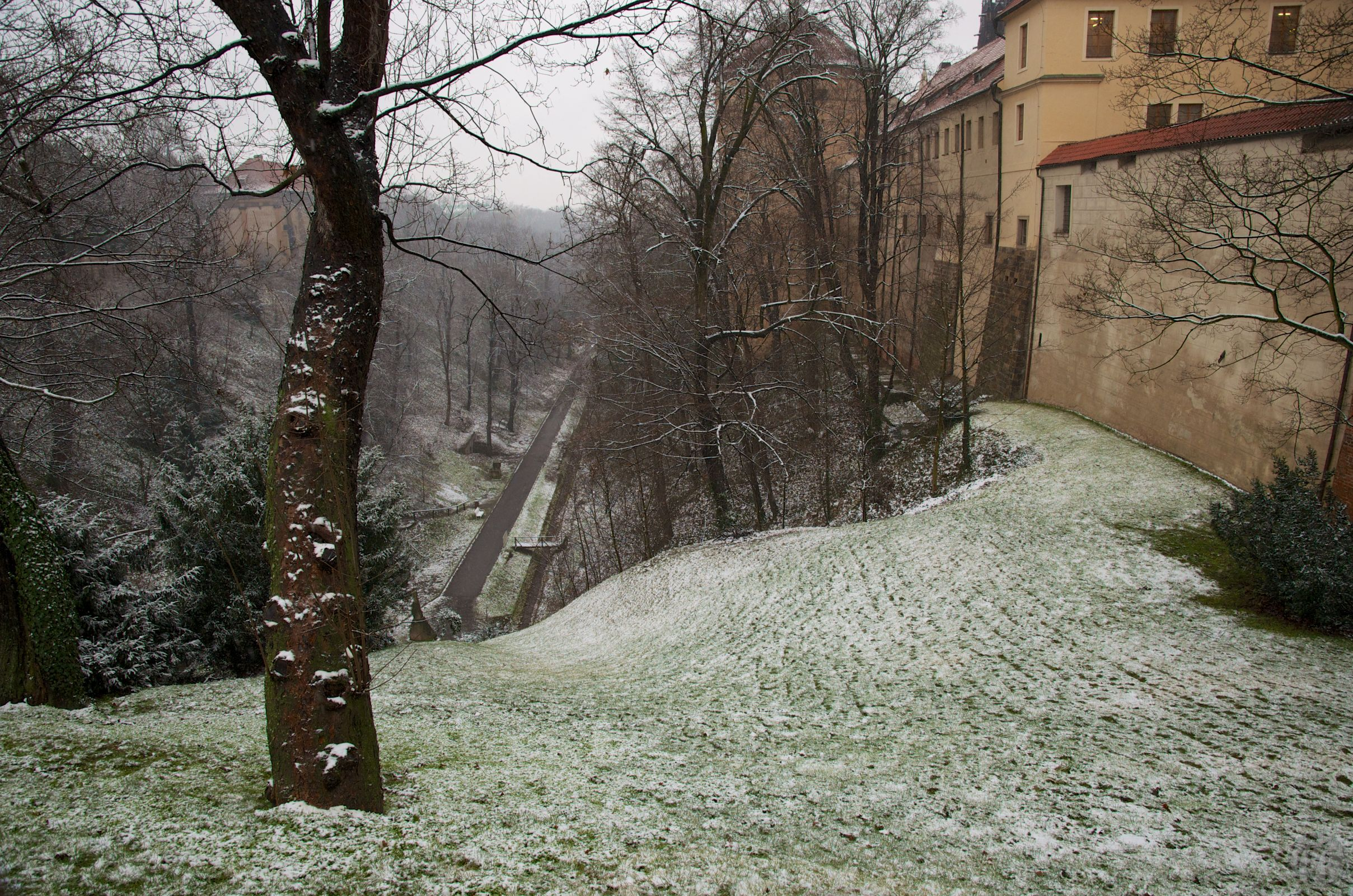
Násep Prašného mostu, v pozadí rovně běžící cesta a koryto Brusnice na úzkém dně dolního Jeleního příkopu.

Ze zatáčky Chotkovy silnice sem vede asfaltová přístupová cesta uzavřená branou. Veřejný vstup je brankou ve zdi královské fíkovny (do níž je vstup z Královské zahrady nebo z Chotkových sadů) nebo brankou z horní části ulice Na Opyši. Do příkopu se schází po dřevěných lávkách vedoucích po svahu. Další přístup je vedle Prašného mostu z okraje Královské zahrady. Poblíž pěšího tunelu jsou dvě moderní skulptury z masivních, v jednoduchých tvarech opracovaných kamenných bloků od Kurta Gebauera, Maska a Pyramidální trpaslík.
V roce 2017 byly uzavřeny vstupy do dolní části Jeleního příkopu z ulic Na Opyši a Chotkova s poukazem na bezpečnostní opatření.